# Karangpilang
Karangpilang é um kecamatan (subdistrito) da cidade de Surabaia, na Província Java Oriental, Indonésia.

## Keluharan
O kecamatan de Karangpilang possui 4 keluharan:
- Karang Pilang
- Kebraon
- Kedurus
- Warugunung